# متلازمة السيف الأحدب
متلازمة السيف الأحدب أو المتلازمة الفصية الوريدية الرئوية الخلقيَّة، هي عيب خلقي في القلب يحدث نادرًا، يتسم بالعائد الوريدي الشاذ من الرئة اليمنى. ويمكن أن يكون هذا العائد الوريدي الرئوي الشاذ إما جزئيًا (PAPVR) أو كليًا (TAPVR). والمتلازمة المرتبطة بالعائد الوريدي الرئوي الشاذ الجزئي معروفة على نحو أكثر شيوعًا باسم متلازمة السيف الأحدب نسبة إلى نمط منحنى الأضلاع الذي ينشأ على تصوير شعاعي للصدر بواسطة الأوردة الرئوية التي تصرف في الوريد الأجوف السفلي. غالبًا ما يكون لهذه الكثافة الشعاعية شكل السيف الأحدب، وهو نوع من السيف المنحني.

## العرض التقديمي

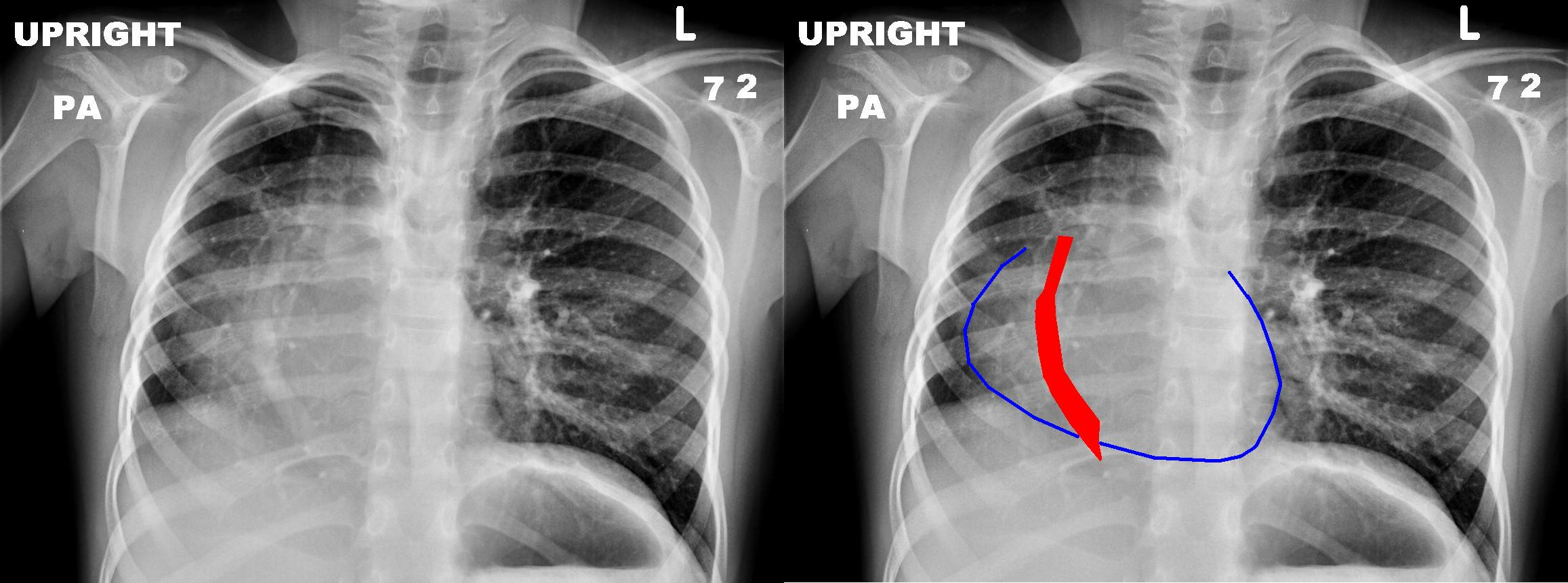
أشعة سينية على الصدر لفتاة في الخامسة من عمرها تعاني من متلازمة السيف الأحدب. تتم إزاحة القلب (المخطط الأزرق) إلى النصف الأيمن من الصدر، وينطوي العائد الوريدي الرئوي الشاذ (الأحمر) على شكل يشبه السيف الأحدب.

ويشكل العائد الوريدي الشاذ ظل منحنى على الأشعة السينية للصدر عل نحو يشبه السيف الأحدب. وهذا يُسمى بعلامة السيف الأحدب. وتتضمن التشوهات المرتبطة بهذه المتلازمة نقص تنسج الرئة اليمنى مع وضع يميني للقلب ونقص تنسج الشريان الرئوي وتوشظ رئوي.

## التشخيص
يتم إجراء التشخيص بواسطة تخطيط صدى القلب بطريق الصدر أو بطريق المريء أو تصوير الأوعية وفي الآونة الأخيرة بواسطة تصوير الأوعية بالتصوير المقطعي المحوسب أو تصوير الأوعية بالرنين المغناطيسي.

## العلاج
يجب أخذ إجراء التصحيح الجراحي بعين الاعتبار في حالة وجود انتقال كبير من اليسار إلى اليمين (Qp:Qs ≥ 2:1) وارتفاع ضغط الدم الرئوي. وهذا ينطوي على إنشاء متاهة بين الأذينين لإعادة توجيه العائد الوريدي الرئوي إلى الأذين الأيسر. وبدلاً من ذلك، يمكن إعادة زراعة الوريد الشاذ مباشرة في الأذين الأيسر.